# Den nikomachiska etiken

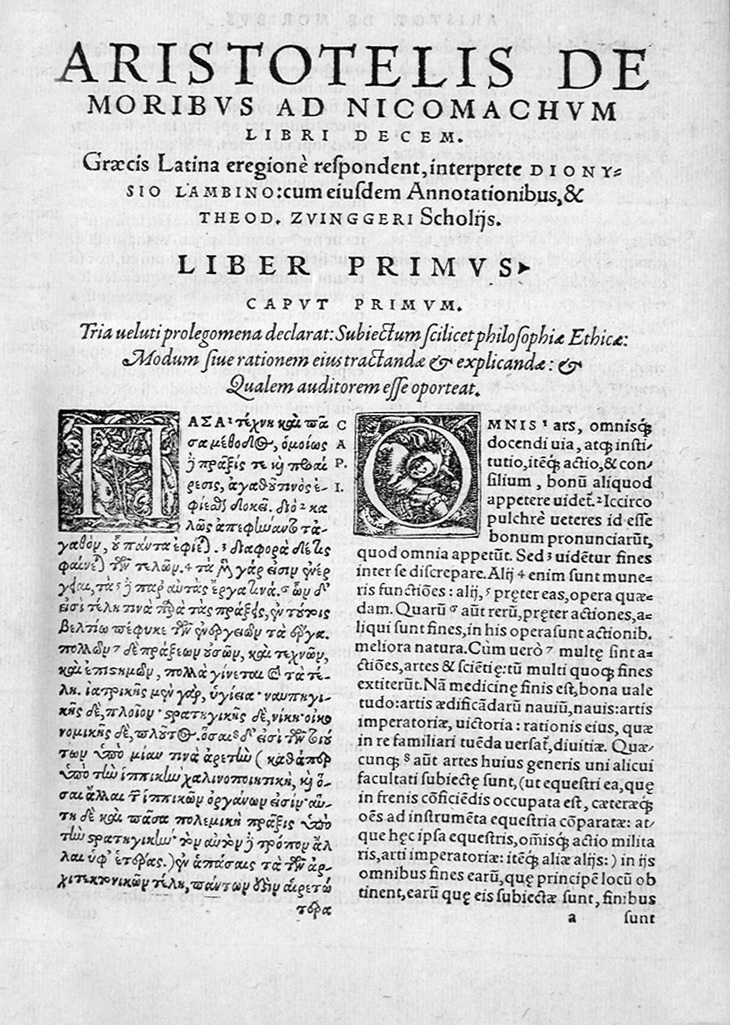
Nikomachiska etiken

Den nikomachiska etiken (eller Ethikôn Nikomacheiôn) är ett verk av den grekiske filosofen Aristoteles om dygd och etisk karaktär. Boken har en prominent roll i definierandet av aristotelisk etik och ses som ett av de viktigaste och mest inflytelserika filosofiska verk som någonsin skrivits. De tio individuella verk som utgör boken består helt av anteckningar från Aristoteles föreläsningar vid Lyceum och var antingen redigerade av eller dedicerade till hans son, Nikomachos. Aristoteles fader hette visserligen också Nikomachos, men det är från sonen boken tros ha fått sitt namn, kanske eftersom han av vissa antika kommentatorer ansågs ha redigerat verket.
Nikomachiska etiken fokuserar på vanan att agera dygdenligt och kultivera den egna karaktären. I det betonade Aristoteles också vikten av den dygdiges förmåga att urskilja det rätta handlandet givet olika sammanhang. Han menade att eudaimonia är det mänskliga livets mål, och att en persons strävan efter att uppnå det målet kommer att resultera i ett dygdigt agerande.

## Översikt

### Kritiken av Platons idélära
I redogörelsen för sin etiska teori ingår Aristoteles kritik av Platons syn på det universellt goda samt hans idélära. Aristoteles ansåg att Platon gjorde fel att anta att idévärlden var utomvärldslig och att detta fel berodde på hans slutsats att en abstrakt motsvarighet till ett ting måste existera separat från tinget eftersom vi kan tänka över dem som separata. Aristoteles hävdade att människans sinne är beskaffat så att det faller sig naturligt för det att tänka i det abstrakta, och det faktum att en person kan separera olika former av ting i sitt eget huvud betyder inte nödvändigtvis att dessa former i realiteten existerar oberoende av tingen.

### Den goda människan
Teorin Aristoteles för fram i boken kallas ofta för teleologisk eller målinriktad. Han menade dock att folk som gör saker väl och konsekvent är goda människor, samt att varje handling inte är en isolerad händelse utan alltid i relation till ett dygdigt ideal. Denna förhållning till etiken kallas snarare för dygdetisk eller karaktärscentrerad. 
Kort sagt menade Aristoteles att alla saker har varsitt ändamål (eller syfte) och att dessa ändamål determinerar vad som är det goda för alla dessa saker. En kniv har exempelvis syftet att skära och en bra kniv är därför en som är bra på att göra så. Om en kniv ska vara bra så bör den således vara vass, därför, menade Aristoteles att vasshet är något gott för kniven. Han hävdade också att människor på ett snarlikt vis har ett syfte och att människor därför bör göra sådant som hjälper dem att uppfylla det ändamålet. Varje människas handling bör med andra ord göra denna människa bättre och kultivera dennes karaktär. Det finns visserligen många handlingar, hantverk och vetenskaper och målen för dem visar sig också vara tämligen många; för medicinen är målet hälsan och för båtbyggandet är det båten osv. Men vissa av dessa mål är underordnade någon enskild godhet, menade Aristoteles. Denna godhet sade Aristoteles var lycka (grekiska eudaimonia).